# Nyctemera apensis
Nyctemera apensis là một loài bướm đêm thuộc phân họ Arctiinae, họ Erebidae.